# Contagieuse (album)
Albums de Zaho
Dima
(2008) Le monde à l'envers
(2017)
Singles
1. Boloss
Sortie : 17 septembre 2012
2. Shooting star
Sortie : 1 janvier 2013
3. Tourner la page
Sortie : 4 mars 2013
4. Never Again[1]
Sortie : 20 mars 2013
5. Tout est pareil
Sortie : 12 juillet 2013
6. Divisés
Sortie : 11 novembre 2013

Contagieuse est le deuxième album studio de la chanteuse de R&B algéro-canadienne Zaho, sorti le 3 décembre 2012, sous le label Capitol France.            Une réédition de l'album sort le 28 octobre 2013 avec 6 titres bonus. Fin 2013, l'album est certifié disque d'or pour s'être vendu à plus de 65 000 exemplaires.

## Liste des pistes
| No  | Titre                                  | Compositeur(s)                    | Durée |
| --- | -------------------------------------- | --------------------------------- | ----- |
| 1.  | Mea Culpa                              | Zaho, Phil Greiss                 | 3:29  |
| 2.  | Tout est pareil                        | Zaho, Phil Greiss                 | 3:47  |
| 3.  | Boloss                                 | Zaho, Phil Greiss                 | 3:39  |
| 4.  | Un peu beaucoup                        | Zaho, Phil Greiss                 | 4:08  |
| 5.  | Allô                                   | Zaho, Phil Greiss                 | 4:00  |
| 6.  | Tourner la page                        | Zaho, Phil Greiss                 | 4:26  |
| 7.  | 911                                    | Zaho, Dimitri Jamois, Phil Greiss | 3:27  |
| 8.  | Jardin d'Eden                          | Zaho, Phil Greiss                 | 3:59  |
| 9.  | Divisés                                | Zaho                              | 3:37  |
| 10. | Maintenant ou jamais (featuring Rohff) | Zaho, Housni Mkouboi, Phil Greiss | 4:58  |
| 11. | Aller                                  | Zaho, Phil Greis                  | 3:41  |
| 12. | Quelqu'un d'autre                      | Zaho, Marc Vincent                | 3:40  |
| 13. | Imagine                                | Zaho, Phil Greiss                 | 3:28  |
| 14. | Indélébile (avec Christophe Willem)    | Zaho, Phil Greiss                 | 3:44  |
| 15. | En avant ma musique (Remix)            | Zaho, Phil Greiss                 | 4:12  |

| Édition Spéciale | Édition Spéciale                             | Édition Spéciale | Édition Spéciale | Édition Spéciale | Édition Spéciale | Édition Spéciale | Édition Spéciale | Édition Spéciale | Édition Spéciale |
| No               | Titre                                        | Durée            |                  |                  |                  |                  |                  |                  |                  |
| ---------------- | -------------------------------------------- | ---------------- | ---------------- | ---------------- | ---------------- | ---------------- | ---------------- | ---------------- | ---------------- |
| 15.              | Tout ce que je sais                          | 3:24             |                  |                  |                  |                  |                  |                  |                  |
| 16.              | Shooting star (Tara McDonald featuring Zaho) | 3:35             |                  |                  |                  |                  |                  |                  |                  |
| 17.              | Ma meilleure (La Fouine featuring Zaho)      | 5:06             |                  |                  |                  |                  |                  |                  |                  |
| 18.              | Encore un matin Génération Goldman volume 2  | 3:45             |                  |                  |                  |                  |                  |                  |                  |
| 19.              | Never Again (Trey Songz featuring Zaho)      | 3:49             |                  |                  |                  |                  |                  |                  |                  |
| 20.              | Tout est pareil (Remix version longue)       | 4:53             |                  |                  |                  |                  |                  |                  |                  |
| 78:35            |                                              |                  |                  |                  |                  |                  |                  |                  |                  |

## Classement hebdomadaire
| Classement (2012-2013)       | Meilleure position |
| ---------------------------- | ------------------ |
| France (SNEP)                | 47                 |
| Belgique (Wallonie Ultratop) | 65                 |
| Suisse (Schweizer Hitparade) | 92                 |

### Certification
| Pays          | Date          | Certifications | Ventes |
| ------------- | ------------- | -------------- | ------ |
| France (SNEP) | novembre 2013 | Or             | 65 000 |